# 호수돈여자중학교
호수돈여자중학교(好壽敦女子中學校)는 대한민국 대전광역시 중구 용두동에 있는 사립 중학교이다.

## 학교 연혁
- 1899년 12월 19일 : 미국인 갈월 선교사가 개성에서 주일학교(Sunday School)로 시작하여 그 후 개성 여학당이라 칭하고 초대 교장에 취임
- 1910년 5월 15일 : 석조 4층의 신축교사 정초식을 거행하고 (구)한국 학부대신의 인가를 얻어 교명을 호수돈여숙이라 칭하고 이후 5월 15일을 개교기념일로 정함
- 1938년 4월 1일 : 교육령 개정으로 호수돈 고등 여학교라 칭함
- 1941년 4월 8일 : 일제의 탄압으로 호수돈 교명을 박탈 당하고 황면규, 진홍섭이 50만원(당시)의 기부금으로 재단법인 명덕학원을 조직하고, 교명을 명덕 여학교라 변경함
- 1953년 2월 14일 : 6·25동란으로 대전에서 개교함
- 1954년 4월 26일 : 문교부장관 인가를 얻어 호수돈여자중학교로 개칭함
- 1957년 5월 15일 : 신축교사 낙성(구관교사)
- 1964년 10월 3일 : 대강당 신축 봉헌
- 1975년 1월 14일 : 학급증설인가(9학급씩) 27학급
- 1993년 4월 23일 : 증·개축 16개 교실 준공
- 2001년 9월 13일 : 증·개축 교사 준공
- 2023년 9월 1일 : 제17대 김형일 교장 취임
- 2024년 1월 10일 : 제100회(통산106회) 졸업장 수여식(졸업생누계 21,702명)

## 참고 자료
- 호수돈여자중학교 - 한국교육학술정보원 학교알리미